# Anthony Gordon
Anthony Michael Gordon, född 24 februari 2001 i Liverpool, är en engelsk fotbollsspelare som spelar för Newcastle United i Premier League.

## Klubbkarriär
Gordon debuterade för Everton i Europa League den 7 december 2017, i en 3–0-vinst borta mot Apollon Limassol. Han debuterade i Premier League den 18 januari 2020 i en 1–1-match mot West Ham United.
Den 29 januari 2023 värvades Gordon av Newcastle United på ett långtidskontrakt.

## Landslagskarriär
Gordon debuterade för Englands landslag den 23 mars 2024 i en 1–0-förlust mot Brasilien.